# Marjut Rolig
Marjut Rolig née Lukkarinen (née le 4 février 1966) est une ancienne fondeuse finlandaise.

## Jeux olympiques
- Jeux olympiques d'hiver de 1992 à Albertville  France:
  -  Médaille d'or sur 5 km.
  -  Médaille d'argent sur 15 km.

## Championnats du monde
- Championnats du monde de ski nordique 1993 à Falun  Suède:
  -  Médaille de bronze sur 15 km.

## Coupe du monde
- Meilleur classement final: 4e en 1992.
- 5 podiums individuelle dont 1 victoire.

### Victoires
| Date            | Lieu        | pays   | Compétition |
| --------------- | ----------- | ------ | ----------- |
| 13 février 1992 | Albertville | France | 5km TC      |

Légende :

TC = classique

TL = libre

MS = départ en masse

HS = départ avec handicap

PU = poursuite